# ويسلي (لاعب كرة قدم، مواليد 2000)
ويسلي دافيد دي أوليفيرا أندرادي (ولد في 13 مارس 2000)، أو ببساطة ويسلي، هو لاعب كرة قدم برازيلي محترف يلعب كظهير أيمن لنادي يوفنتوس الإيطالي تحت 23 عامًا.
في 2 سبتمبر 2019، انضم ويسلي إلى نادي هيلاس فيرونا في الدوري الإيطالي في صفقة انتقال حر، بعد انتهاء عقده مع فلامنجو في أبريل. بعد ظهور واحد فقط في فريق الشباب، انتقل ويسلي إلى يوفنتوس في 30 يناير 2020.
تم إستدعاء ويسلي لأول مرة إلى يوفنتوس في 12 فبراير 2020، في مباراة نصف نهائي ضد ميلان. في 13 يناير 2021، بدأ ويسلي أول مباراة له مع يوفنتوس في كأس إيطاليا، متغلبا على جنوى 3-2 بعد وقت إضافي.